# وایاکوندا (میزوری)
وایاکوندا (به انگلیسی: Wyaconda) یک شهر در ایالات متحده آمریکا است که در شهرستان کلارک، میزوری واقع شده‌است. وایاکوندا ۱٫۶۶ کیلومتر مربع مساحت و ۲۲۷ نفر جمعیت دارد و ۲۲۶ متر بالاتر از سطح دریا واقع شده‌است.